# Eupithecia vancouverensis
Eupithecia vancouverensis là một loài bướm đêm trong họ Geometridae.